# بی‌تفاوتی
بی‌تفاوتی یا بی‌احساسی عدم احساس، احساسات، علاقه یا نگرانی از چیزی است. بی‌تفاوتی حالت بی‌علاقگی یا سرکوب احساساتی مانند نگرانی، هیجان، انگیزه یا اشتیاق است. یک فردِ بی‌تفاوت نسبت به زندگی عاطفی، اجتماعی، معنوی، جسمانی یا فلسفی و یا جهان از علاقه و نگرانی برخوردار نیست.
فرد بی‌تفاوت ممکن است در زندگی شخصی خود احساس هدف، ارزش یا معنی نداشته باشد. ممکن است از خود رفتار بی‌حسی یا ناهنجاری نیز نشان دهد. در روان‌شناسی مثبت‌گرا، بی‌تفاوتی در نتیجه رفتار افراد احساس می‌شود که آن‌ها از سطح مهارت لازم برای رویارویی با یک چالش (یعنی "تچان") برخوردار نیستند. همچنین ممکن است نتیجه درک اصلاً هیچ چالشی نباشد. بی‌تفاوتی ممکن است نشانه‌ای از مشکلات روانی خاص مانند اسکیزوفرنی یا زوال عقل باشد. بی‌تفاوتی چیزی است که همه مردم با ظرفیت‌های متفاوت با آن روبه‌رو هستند، و یک پاسخ طبیعی به ناامیدی، گریز و استرس به‌شمار می‌رود؛ بی‌تفاوتی راهی برای فراموش کردن این احساسات منفی است. این نوع از بی‌تفاوتی معمولاً فقط در کوتاه‌مدت احساس می‌شود و زمانی به طولانی‌مدت یا حتی مادام العمر تبدیل می‌شود که مسائل اجتماعی و روانی عمیق‌تری وجود دارد.

## جنبه‌های پزشکی

### افسردگی
اختلالی است که دو مشخصهٔ اصلی آن، داشتن حالت پریشانی در وضعیت‌ها و موقعیت‌های مختلف و بی علاقگی نسبت به انجام فعالیت‌هایی که قبلاً برای فرد لذت بخش بوده به مدت حداقل دو هفته می‌باشد. افسردگی معمولاً همراه با علائمی مثل عدم اعتماد بنفس، اختلالات خواب، اختلالات خوردن، خستگی، بی‌حالی و احساس درد بدون دلیل می‌باشد. همچنین در مواردی، فرد افسرده ممکن است معتقد به تفکراتی غلط باشد یا چیزهایی ببیند یا بشنود که دیگران قادر به احساس آن‌ها نیستند. بعضی از بیماران، به نوعی افسردگی بازگشتی مبتلا هستند. به این معنا که فرد، دوره‌هایی از افسردگی را تجربه می‌کند که ممکن است بین هر دوره سال‌ها فاصله باشد. شایان ذکر است که اختلالات افسردگی می‌تواند تأثیرات بسیار منفی‌ای بر شخصیت فرد، کار یا زندگی تحصیلی و نیز وضعیت خواب، عادت‌های غذایی و سلامت عمومی او داشته باشد و همین عوارض، مراجعه به موقع به روانشناس و روان پزشک را در صورت مشاهده علائم به امری ضروری تبدیل می‌کند. طبق آمارگیری‌های صورت گرفته بین ۲ تا ۷ درصد بالغین افسرده جان خود را به وسیلهٔ خودکشی می‌گیرند و بیش از ۶۰٪ افرادی که به وسیلهٔ خودکشی جان خود را از دست می‌دهند، مبتلا به افسردگی حاد یا دیگر اختلالات خلقی می‌باشند.
تصور می‌شود، علت اصلی بروز افسردگی عوامل ژنتیکی، محیطی و فاکتورهای روانشناسی باشد. همچنین عواملی مثل سابقه خانوادگی، تغییرات اساسی در زندگی، بعضی دارودرمانیها، مشکلات مزمن سلامتی و سوء مصرف مواد مخدر، می‌توانند احتمال ابتلا به افسردگی را افزایش دهند.

### آلزایمر
بی‌تفاوتی تقریباً بین ۵۰ تا ۷۰ درصد از افراد مبتلا به آلزایمر را تحت تأثیر قرار می‌دهد. این یک علائم عصبی روانی آلزایمر است که با اختلال عملکردی همراه است. دو علت اصلی بی اشتهایی وجود دارد که در بیماران مبتلا به آلزایمر شناخته شده‌است. اول، تصور می‌شود که اختلال در سیستم‌های فرونتال مغز مبنای عصبی مهمی برای شروع بیهوشی است. دوم، تغییرات عصبی مرتبط با زوال عقل و در نتیجه آلزایمر نیز ممکن است منجر به بی حالی شود. مهارکننده‌های کولین استراز، که به عنوان اولین خط درمانی برای علائم شناختی مرتبط با زوال عقل مورد استفاده قرار می‌گیرد، همچنین مزایای متوسطی برای اختلالات رفتاری مانند بی‌اختیاری نشان داده‌است.
متیل‌فنیدات بیشترین داروی مورد مطالعه در معالجه آپاتیت در زوال عقل است. مدیریت علائم بی‌تفاوتی با استفاده از متیل فنیدات وعده در کارآزمایی کنترل شده با دارونما را در بیماران آلزایمر نشان داده‌است.
یک کارآزمایی کنترل شده با پلاسبو چندمرحله ای متمرکز فنلاندی متمرکز و متمول فنیدات برای محاسبه معلولیت در مرحله سوم در حال حاضر انجام شده و برای تکمیل در اوت سال ۲۰۲۰ برنامه‌ریزی شده‌است.